# Ronald Coase
Ronald Harry Coase (Londres, 29 de dezembro de 1910 — 2 de setembro de 2013) foi um economista britânico.
Filho da classe trabalhadora, Coase se apaixonou pelas economias de mercado, sendo agraciado com o Prémio de Ciências Económicas em Memória de Alfred Nobel de 1991, por sua produção da área da microeconomia, desenvolvendo a Teoria da Firma, e pelo seu trabalho denominado O Problema do Custo Social, que é considerado uma mudança de paradigma na área de legislação econômica bem como o trabalho mais citado na mesma.

## A firma, o mercado e o direito
A mais importante obra de Ronald Coase, The firm, the market and the law, foi traduzida para a língua portuguesa em 2016 e publicada pela Forense Universitária, na Coleção Paulo Bonavides, dirigida pelo ministro Dias Toffoli e pelo professor Otavio Luiz Rodrigues Junior. Sob o título A firma, o mercado e o direito, o livro foi antecedido de um Estudo Introdutório elaborado pelo ministro Antonio Carlos Ferreira e por Patrícia Candido Alves Ferreira.

## A Natureza da Firma
Segundo Coase, o objetivo com o seu artigo The nature of firm "foi estabelecer uma base lógica para a firma e indicar o que determina a gama de atividades que desenvolve".
Procurou responder ao questionamento sobre a origem do crescimento das firmas, propondo que elas crescerão enquanto for mais barato racionalizar os custos de transação de um determinado produto internamente, do que adquiri-lo diretamente no mercado.
Para o economista britânico, era importante responder tal questão, pois a teoria econômica até então se preocupava com um funcionamento do mercado não realista, ignorando o funcionamento de algo tão importante para o funcionamento das modernas economias de mercado: as firmas.
Em suas palavras: "A principal razão pela qual é lucrativo estabelecer uma firma pareceria ser que existe um custo na utilização do mecanismo de preços", uma vez que seria bastante oneroso a celebração de inúmeros contratos para cada transação de troca.
Assim, cria-se a firma para que o custo dessas inúmeras transações seja reduzido. A "operação de um mercado tem seus custos e, ao estabelecer uma organização e permitir que alguma autoridade (o 'empresário') direcione os recursos, são economizados determinados custos de mercado".

## O problema do custo social
Coase argumenta que em um cenário sem custos de transação, a barganha entre as partes envolvidas em um conflito legal levaria à alocação de recursos mais eficiente possível.

## Publicações
- Coase, R. H. (1937). «The Nature of the Firm». Economica. 4 (16): 386–405. doi:10.1111/j.1468-0335.1937.tb00002.x
- Coase, R. H. (1960). «The Problem of Social Cost». Journal of Law and Economics. 3 (1): 1–44. doi:10.1086/466560
- Coase, R. H. (1972). «Durability and Monopoly». Journal of Law and Economics. 15 (1): 143–149. doi:10.1086/466731
- Coase, R. H. (1974). «The Lighthouse in Economics». Journal of Law and Economics. 17 (2): 357–376. doi:10.1086/466796
- Coase, R. H. (1992). «The Institutional Structure of Production». American Economic Review. 82 (4): 713–719. JSTOR 2117340 (Palestra sobre o Prêmio Nobel)
- Coase, R. H. (1988). The Firm the Market and the Law. Chicago: The University of Chicago Press. ISBN 0226111016
- Coase, R. H. (1994). Essays on Economics and Economists. Chicago: The University of Chicago Press. ISBN 0226111032
- Coase, Ronald (2000). «The Acquisition of Fisher Body By General Motors». The Journal of Law & Economics. 43 (1): 15–32. JSTOR 10.1086/467446. doi:10.1086/467446 – via JSTOR
- Coase, Ronald (2006). «The Conduct of Economics: The Example of Fisher Body and General Motors». Journal of Economics & Management Strategy. 15 (2): 255–278. CiteSeerX 10.1.1.424.5083. doi:10.1111/j.1530-9134.2006.00100.x
- Coase, Ronald; Wang, Ning (2011). «The Industrial Structure of Production: A Research Agenda for Innovation in an Entrepreneurial Economy». Entrepreneurship Research Journal. 2 (1). doi:10.2202/2157-5665.1026
- Coase, Ronald; Ning Wang (2012). How China Became Capitalist. [S.l.]: Palgrave Macmillan. ISBN 978-1137019363.